# Пушкинская народная аудитория (Кременчуг)
Пушкинская народная аудитория —  один из культурных центров города Кременчуг (Полтавская область, Украина), созданный в конце XIX века. Здание аудитории разрушено в 1943 году, во время Второй мировой войны.

## История

### Народная аудитория в Российской империи
В XIX веке Кременчуг являлся крупным промышленным и культурным центром. В период правления Изюмова Андрея Яковлевича (1883—1917) в городе появились новые учебные заведения, водопровод, был запущен Кременчугский электрический трамвай, проведено электрическое освещение.

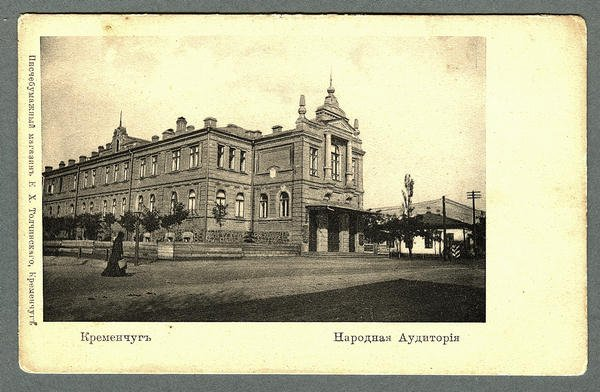
Аудитория около 1901 года

В этот же период на Городовой улице (ныне 29-го сентября) была построена Пушкинская народная аудитория. В 1899 году улица, на которой размещается аудитория, была переименована в Пушкинскую в честь столетия со дня рождения поэта.

Подобные аудитории (или народные дома) открывались во многих городах Российской империи для «просветительной и экономической помощи народу». В помещениях Кременчугской аудитории разместилась городская народная библиотека, проводились театральные спектакли, концерты и художественные выставки. Виталий Семёнович Макаренко, брат известного педагога Антона Семёновича Макаренко, писал: 
Кременчуг, несмотря на то что он был только уездным городом, был гораздо культурнее и оживленнее губернского города Полтавы. Не говоря уже о том, что в Кременчуге имелся постоянный театр (драматический), театр оперетки, театр миниатюры, позже открылись 4-5 шикарных кинематографа, имелась прекрасная новая аудитория, — Кременчуг постоянно посещался гастролёрами

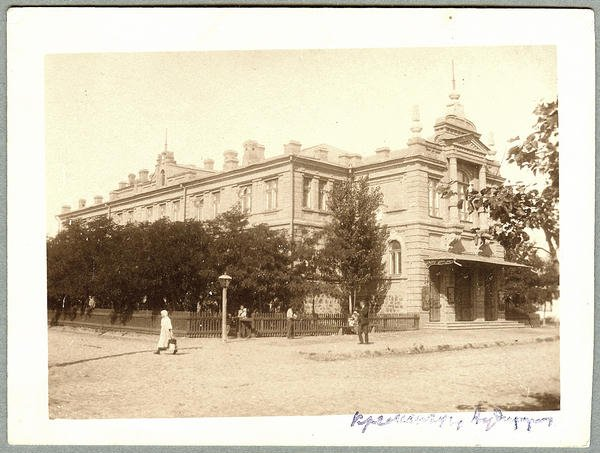
Аудитория в период до 1917 года

В 1905 году, в период первой русской революции, в здании аудитории выступал с призывом к борьбе против царизма Григорий Иванович Петровский. 18 октября 1905 года в Кременчуге был опубликован царский манифест, дарующий народу свободу слова, печати, собраний. В ответ на него в народной аудитории собрался митинг, на котором принялась резолюция с требованием освобождения политических заключённых, а также вывода из города казаков, чинивших насилие над жителями. Во время чтения резолюции в помещение ворвались казаки. В результате завязавшейся драки свыше 100 человек было ранено, один убит. Доктор С. Шарий, возглавлявший революционную группу «Крестьянский союз», сорвал со стены портрет императора Николая II и разорвал его.
Несмотря на трагические события, народная аудитория оставалась одним из центров культурной жизни города. Так, 22 октября 1907 года в стенах аудитории прошёл оперный спектакль «Сын мандарина» под руководством преподавателя Полтавского отделения Императорского русского музыкального общества, Фёдора Левитского. 24 октября 1912 года помещениях аудитории исполнял свои произведения композитор и пианист Сергей Васильевич Рахманинов. Кременчугская газета «Приднепровский голос» писала: «Концерт знаменитого композитора и пианиста представляет огромный интерес и является настоящим праздником для любителей музыки». После концерта та же газета заключила: «Это был вечер действительно красивого искусства». Помимо концертов, в аудитории ставились театральные постановки. Леонид Утёсов, побывав в 1912 году в Кременчуге, отметил следующую афишу: : «…будет поставлена пьеса „Отелло“ Вильяма Шекспира, любимца кременчугской публики». 

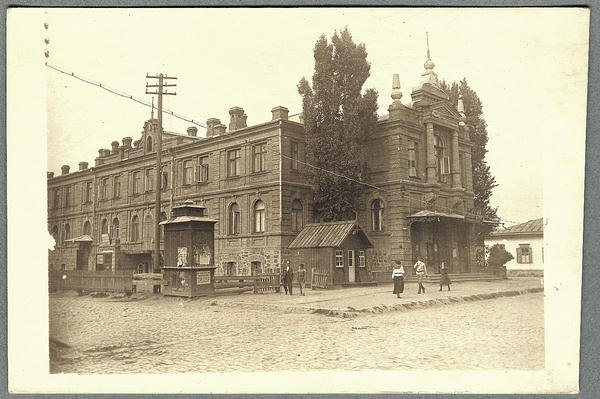
Аудитория в период до 1917 года

В 1913 году в стенах аудитории проводилась просветительская выставка ко дню «Белого цветка», посвящённому борьбе с туберкулёзом. Тогда же в аудитории читал свои произведения поэт серебряного века Игорь Северянин и выступал с чтением лекций из цикла «Искусство наших дней» поэт и прозаик Фёдор Сологуб. Выступления обоих поэтов собирали полные аудитории. Останавливались Северянин и Сологуб в гостинице «Виктория», обедали и ужинали в ресторане отеля «Пальмира». В тот же период в Кременчуге выступал австрийский поэт Райнер Мария Рильке, путешествовавший по Российской империи.
В Пушкинской аудитории исполнял свои произведения композитор и пианист Антон Рубинштейн, выступал русский оркестр под управлением Василия Васильевича Андреева. С лекциями приезжал академик Дмитрий Яворницкий, выступал Викентий Вересаев, автор «Записок врача», которыми восхищался кременчугский хирург Авксентий Богаевский. В 1915 году в здании народной аудитории действовала городская библиотека с бесплатным читальным залом («безплатная читальня»). 

### Рабочий клуб и театр в СССР
После революции в здании аудитории был открыт рабочий клуб имени Карла Маркса, при котором с 1918 года действовал спортивный кружок «Металлист». В 1920 году в аудитории состоялось заседание Совета рабочих и крестьянских депутатов Кременчуга. После окончания войны бывшее здание аудитории продолжило выполнять культурную функцию. Театр был отремонтирован, в нём давались «концерты, лекции и балетные вечера». Шли драматические спектакли молодой труппы Стронского, артиста Петроградского Малого театра. В репертуаре были «Коварство и любовь», «Шут на троне», «Казнь», «Тетка Чарлея», «Трильби», «Павел I», «Кооператив идиотов», «Вера Мирцева», «Разбойники», «Хорошо сшитый фрак», «Два подростка».  
В 1928 году в здании размещался рабочий клуб пищевиков и деревообделочников. В журнале «Прожектор» отмечалось:  
В летние вечера в садике около клуба пищевиков слушают радиопередачу рабочие вместе со своими женами и детьми. Радио интересует рабочих.
В воспоминаниях современника о Кременчуге 1930-х годов клуб продолжает упоминаться как клуб Карла Маркса. При клубе была образована футбольная команда.

### Разрушение в годы Второй мировой войны

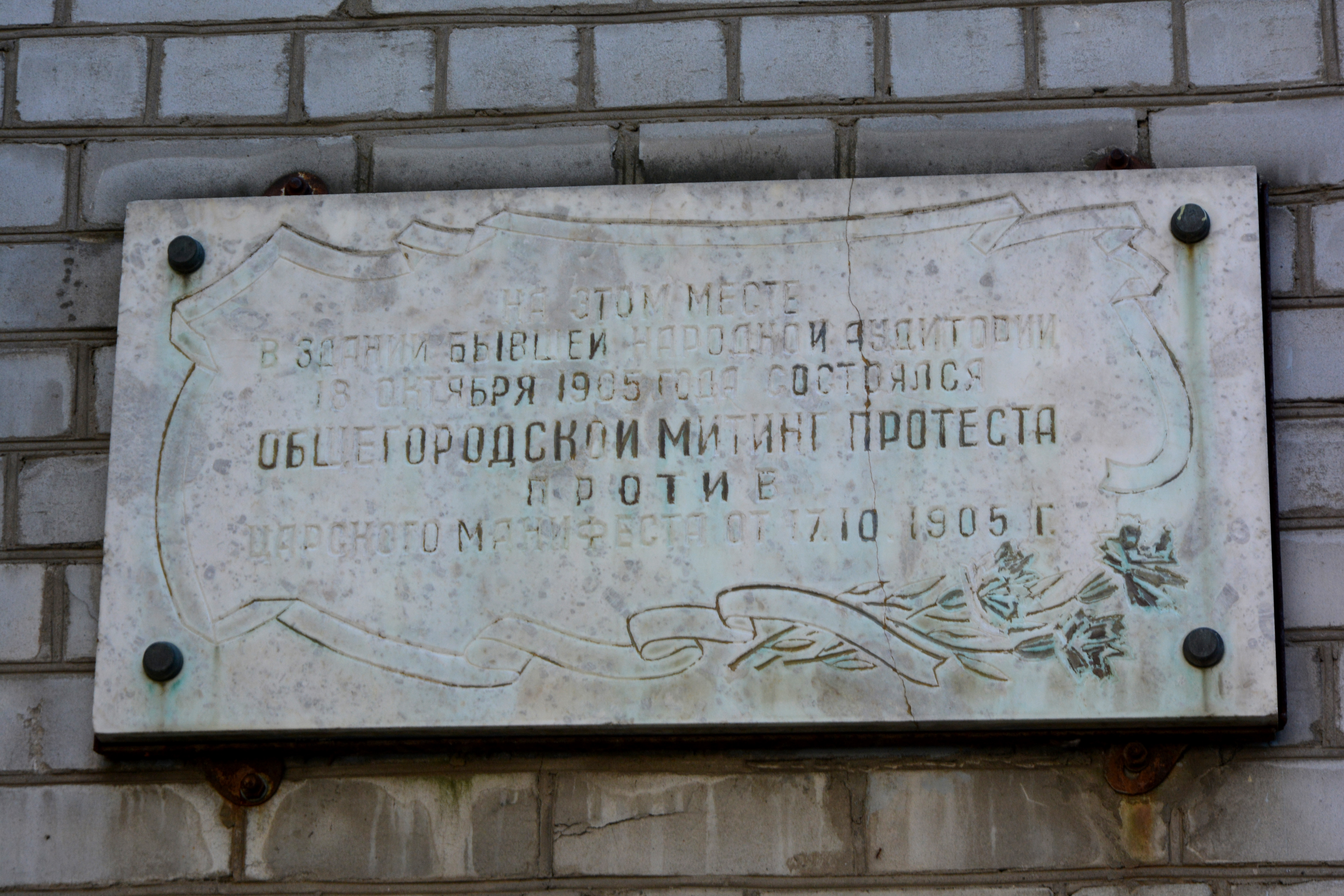
Доска, посвященная событиям 1905 года

Во время Второй мировой войны было утрачено до 97 процентов зданий города. Пушкинская народная аудитория также серьезно пострадала: здание было практически полностью разрушено и не подлежало восстановлению. Руины сохранились до 1975 года. Затем на их месте была построена швейная фабрика. 
Событиям 18 октября 1905 года, произошедшим в стенах аудитории, посвящена установленная на здании фабрики памятная доска.